# 괴짜가족 괴담일기
《괴짜가족 괴담일기》(영어: Gravity Falls 그래비티 폴즈[*])는 《어항 속의 하이틴》(Fish Hooks)의 알렉스 허쉬에 의해 제작된 디즈니 XD의 텔레비전 애니메이션이다. 미국에서는 2012년 6월 15일 1화가 선행방송되었고 2주 후인 6월 29일부터 정식 방송을 시작했으며 2016년 2월 15일 마지막화가 방송됨으로써 끝을 맺었다. 시청등급은 TV-Y7을 받았다.
대한민국에서는 디즈니 채널에서 2013년 8월 2일부터 《디퍼와 메이블의 미스터리 모험》이라는 제목으로 방송하고 있었으나 중간에 방영을 중단했다. 이후 2016년 9월 9일부터 현재의 제목으로 재더빙판 방송을 시작, 2017년 2월 24일 마지막화를 방송했다. 시청등급은 12세 이상 시청가이다.

## 줄거리
여름방학을 맞은 쌍둥이 남매 디퍼(미수)와 메이블(태리)은 여름방학 동안 그래비티 폴즈에 있는 증조부 스탠(불퉁)의 오두막에서 머물게 된다. 그 마을의 이름은 그래비티 폴즈(수수께끼 마을)로 기괴한 일들이 벌어지는 마을이었다. 남매는 그곳에서 각종 불가사의한 일들을 겪게 된다.
시즌 1과 2로 나뉘며. 시즌 1에서는 주로 기디언(진상)과 디퍼(미수)의 갈등과 짤막한 에피소드들이 주를 이루는 한편, 시즌 2에서는 빌과의 충돌과 시즌 1에 비해 규모가 커지고 더 괴기스러워진 에피소드가 주를 이룬다.(시즌1의 떡밥을 푼다고 보면 된다.)

## 등장인물
한국명은 재더빙하면서 추가된 것이다.

### 주요 인물
- 디퍼 파인즈(한국명: 송미수)(성우: 제이슨 리터/장민혁→김명준(재더빙판)
  - 지적이고 조숙한 12살 소년. 별명의 유래는 이마에 있는 북두칠성(Big Dipper)의 점이다. 그래비티 폴즈의 오두막에 살면서 점원 일을 하게 되며, 가게의 표지판을 달다가 손가락이 6개인 손이 그려져있고 그 안엔 3이라고 쓰여진 책(저널)을 발견하게 된다. 메이블과는 성격차이로 다투는 경우도 있으나, 기본적으로는 친한 사이이며 쌍둥이이다. 디퍼가 동생이고 메이블은 누나다. 가게의 종업원인 웬디(신비)를 짝사랑 하고 있다.

- 메이블 파인즈(한국명: 송태리)(성우: 크리스틴 셜/전숙경)
  - 디퍼의 쌍둥이 여자형제. 밝고 활달하며 낙천적으로 생각한다. 때로는 지나치게 감성적인 모습을 보이기도 하며, 치아에 교정기를 끼고있다. 친구로는 캔디(소연)와 그랜다(우람)가 있으며, 애완 돼지 와들스(뒤뚱)를 키우고 있다.

- 스탠포드 파인즈(한국명: 송불통)(성우: 알렉스 허쉬/곽윤상)
  - 디퍼와 메이블의 증조부. 돈을 매우 밝혀 사람들에게 거짓말을 하거나 위조지폐를 만들기도 한다. 따라서 마을사람들에게 받는 신뢰는 극히 적다. 항상 페즈(Fez)를 쓰고 있다. 저널 1권을 가지고 있는 사람이었다.
- 수스 라미레즈(한국명: 만득이)(성우: 알렉스 허쉬/윤동기→이현(재더빙))
  - 스탠의 밑에서 일하고 있는 점원. 물음표가 새겨진 셔츠를 입고 있다. 디퍼와 메이블의 보호자 역할을 하기도 한다.좀 멍청하고 스탠(불퉁)을 좋아한다.

- 웬디 코듀로이(한국명:나신비)(성우: 린다 카델리니/홍수정→김채하(재더빙))
  - 15세이며 스탠의 오두막에서 일하는 점원. 시원시원한 성격으로 디퍼가 짝사랑하지만 시즌 2에서 들킨다. 나이차 때문에 이루어지지는 않았지만 좋은 친구로 남았다.

- 스탠리 파인즈(한국명: 송울퉁)(성우: J. K. 시먼스/고성일→임채헌(재더빙))
  - 과학자이며, 스탠포드 파인즈(불퉁)의 쌍둥이형제이지만 고등학생 이후로 사이가 나빠지게 된다. 스탠의 실수에 의해 외부 차원으로 쫓겨나 30년 만에 돌아왔으며, 모든 저널들의 저자다. 그래비티 폴즈(수수께끼 마을)의 기괴한 현상을 조사했다.

- 기디언 글리퍼(한국명: 구진상)(성우: 서럽 밴 오먼/고성일→김혜성(재더빙))

디퍼와 부딪히는 일이 많은 인물이며, 호시탐탐 스탠리 파인즈의 집을 노리고 있다. 집을 뺏는데는 성공하지만 사기라는 것이 밝혀져 감옥에 수감된다. 빌의 괴종말로 인해 탈옥하고 소동을 벌이지만 결국 디퍼와 주인공들을 도와준다. 메이블을 좋아한다
- 빌 사이퍼(한국명: 암호천재 빌)(미국: 알렉스 허쉬/백승철→이현(재더빙))

2차원에 살던 궁극의 힘을 가진 생명체. 사람의 꿈 속에 마음대로 들어갈 수 있으며 계약을 통해 정신에 들어가 조종할 수도 있다. 빌이 정신세계에서는 약한 모습을 보이지만 그의 실제 몸이 현실에 온다면 그 누구도 막을 수 없는 궁극의 힘을 가지게 된다. 사기를 잘 치며 괴종말 이후 자신의 부하들을 거닐며 세상을 멸망의 길로 내세운다.

### 기타 등장인물
- 캔디 추(한국명: 소연)(성우: 니키 양/홍수정)
- 그랜다(한국명: 우람)
- 퍼시피카 노스웨스트(한국명: 양이진)(성우: 제시 부스카리노/홍수정)
- 쿠엔틴 트렘블리(한국명: 오달수)(성우: 알렉스 허쉬/사성웅)
- 블렌딘 블랜딘(한국명: 왕재각)(성우: 저스틴 로일랜드/고성일)
- 늙은이 멕커킷(한국명: 곽오식)
- 로비(한국명: 고덕)

## 우리말 연출
- 더빙 스튜디오 : STORM
- 믹싱 스튜디오 : STORM
- 음악연출 : 박덕수
- 한국어 제작 : Disney Character Voices International,Inc.
- 기획 : 텔레비전미디어코리아 (시즌1) → 디즈니채널코리아(유) (시즌2)

## 에피소드
| 시즌 | 에피소드 | 방영일          | 방영일          | 채널        |
| 시즌 | 에피소드 | 첫 방영일       | 마지막 방영일   | 채널        |
| ---- | -------- | --------------- | --------------- | ----------- |
| 1    | 20       | 2012년 6월 15일 | 2013년 8월 2일  | 디즈니 채널 |
| 2    | 20       | 2014년 8월 1일  | 2016년 2월 15일 | 디즈니 XD   |

## 개발

### 콘셉트
《그래비티 폴즈》의 시리즈의 창작자인 알렉스 허쉬는 주된 영감을 인기 애니메이션 시트콤 《심슨 가족》에서 받았다. 그는 《심슨 가족》을 "애니메이션이 실사보다 더 재미있을 수 있습니다. 이건 단지 어린이를 위한 것이 아닙이다. 이건 풍자적, 관찰적, 그리고 인격적 상호 작용이라는 의미에서 근거가 있을 수 있어요."라고 말했다. 하쉬는 캘리포니아 인스티튜트 오브 디 아츠를 졸업했고, 이후 카툰 네트워크 시리즈인 《이상한 바다의 플랩잭》에서 작가와 스토리보드 아티스트로 일했다. 거기서 《핀과 제이크의 어드벤처 타임》의 창작자인 펜들턴 워드와 짝을 지어 작업했다. 이후에는 디즈니 채널로 직장 옮겨와 《어항 속의 하이틴》의 공동개발을 잠시 해오다, 투고한 《디퍼와 메이블의 미스터리 모험》의 제작 결정이 내려졌다.

### 제작

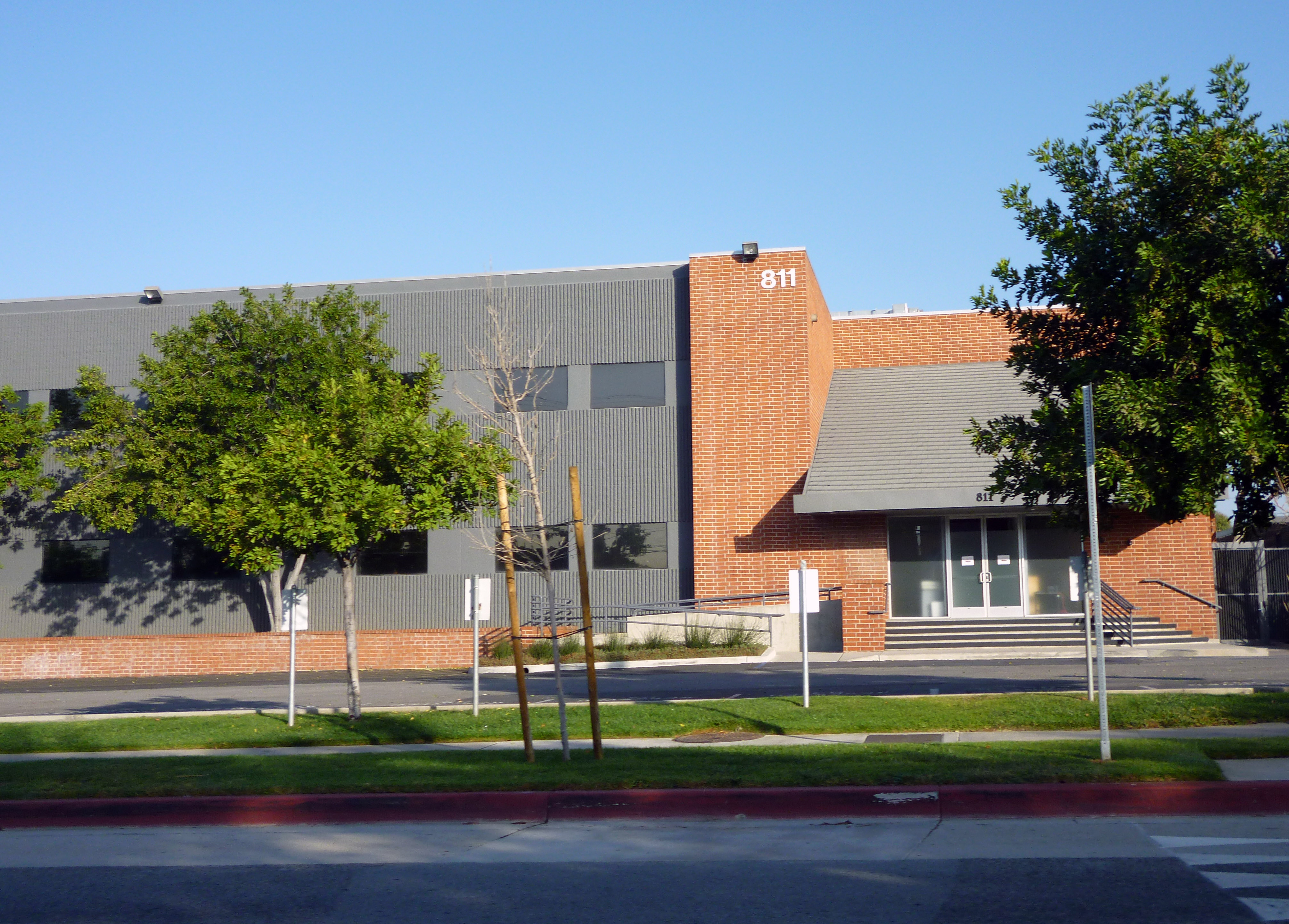
켈리포니아 글렌데일에 위치한 디즈니 텔레비전 애니메이션 건물. 이곳에서 《디퍼와 메이블의 미스터리 모험》의 대부분이 제작되었다.

허쉬는 디 A.V. 클럽과의 인터뷰에서 시즌 1의 제작 과정에 대해 다음과 같이 설명했다. 전형적인 에피소드가 작가의 방에서 나타나며, 간단한 시놉시스가 제시되고, 이후 극적인 구조가 정의되고, 플롯이 인물 중심으로 서술되게 수정된다. 허쉬는 "가장 힘든 일은 ... 감춰지고, 탐색하고, 긴장을 유발하게끔 하는 캐릭터 이야기를 찾아내는 것입니다. 우리 캐릭터가 관심을 가지는 무언가를 마법이나, 괴물, 금주의 불가능함을 통해 적절히 탐구하게 하는 것이죠."라고 말했다.

## 반응

### 비평
《디퍼와 메이블의 미스터리 모험》은 극찬을 받았다. 《버라이어티》의 브라이언 라우리는 "쇼는 아이들이 좋아할 만한 상쾌한 품질을 가지고 있고, 부모들의 향수를 다소 자극할 것이다."라고 적었다. 《로스앤젤레스 타임스》의 로버트 로이드는 "디즈니적인 액션과 마음 따뜻한 요소들을 섞어 부드럽게 비틀었다."고 적었다. 《뉴욕 데일리 뉴스》의 데이비드 힝클리는 《디퍼와 메이블의 미스터리 모험》을 "별나지만 사랑스럽다"고 했으며, 캐릭터 메이블 파인즈를 호평했다. 《와이어드》의 매트 블룸은 카툰 네트워크 애니메이션인 《레귤러 쇼》와 디즈니 채널 애니메이션 《피니와 퍼브》보다 낫다고 했으며, "영리하고, 이상하며, 다소 가슴 저민다"고 호평했다. 《포브스》의 에릭 케인은 "현재 TV에서 나오는 것 중 가장 훌륭하다"고 했다.

### 시청률
스페셜 선행방송은 디즈니 채널 오리지널 영화 《렛 잇 샤인》에 뒤이어 방영했고, 340만명의 시청자를 기록했다. 2012년 6월 13일 방영한 5화에서는 360만명이 시청했다. 2013년 3월 15일, 《우리가족 마법사》에 뒤이어 방영한 〈The Deep End〉는 450만명이 시청하여,시리즈에서 가장 높은 시청률을 기록했다. WatchMojo.com은 2010년대 최고의 애니메이션에서 《디퍼와 메이블의 미스터리 모험》을 세 번째로 선정했다.
이후에는 디즈니 XD로 옮겼고, 에피소드 〈A Tale of Two Stans〉은 디즈니 XD 방송 사상 최고 시청률인 191만명을 기록했다. 피날레 〈Weirdmageddon 3: Take Back The Falls〉는 미국에서만 247만명이 시청하여 그 기록을 뛰어넘었다.